# Margreet Boogaard
Margreet Boogaard is een voetbalspeelster uit Nederland.
Boogaard komt uit het talententeam van vv Alkmaar, en maakte in maart 2021 haar debuut in de Vrouwen Eredivisie.

## Statistieken
| Seizoen | Club       | Land      | Competitie         | Wedstrijden | Doelpunten |
| ------- | ---------- | --------- | ------------------ | ----------- | ---------- |
| 2020/21 | vv Alkmaar | Nederland | Vrouwen Eredivisie | 2           | 0          |
| Totaal  | Totaal     | Totaal    | Totaal             | --          | --         |

Laatste update: mei 2021